# Избирательное сродство
«Избира́тельное сродство́» (нем.  Die Wahlverwandtschaften) — третий по счёту роман Гёте. Увидел свет в 1809 году.
Название восходит к научному термину, обозначавшему в химии XVIII века способность химических веществ сочетаться с определёнными веществами или их соединениями, отдавая им предпочтение перед другими.

## Содержание
Роман основан на метафоре человеческих страстей, рассмотренных с позиции законов химического сродства. Он представляет собой попытку выяснить, способны ли наука и законы химии поддержать или подорвать основы института брака, а также других отношений в человеческом обществе.
Повествование начинается в окрестностях Веймара, где дворяне Эдуард и Шарлотта наслаждаются идиллической, но однообразной жизнью в своем сельском поместье.
Пара приглашает жить вместе с ними капитана, друга детства Эдуарда, и Оттилию, красивую сиротку, ближайшую совершеннолетнюю племянницу Шарлотты. Решение пригласить Оттилию и капитана описывается как «эксперимент», и это именно так.
Дом и окружающие его сады описываются как химические реторты, в которых человеческие элементы собираются вместе, чтобы читатель мог наблюдать за получившейся в результате реакцией.

## Центральная метафора
Термин «избирательное сродство» основан на бытовавшем ранее понятии химического сродства. В химии того времени термин «избирательное сродство» (химическое сродство) использовался для описания соединений элементов, возможных только в определённых обстоятельствах, как бы в результате избирательного выбора. Гёте использовал это выражение в качестве метафоры как для устройства брачных союзов, так и для передачи классицистического конфликта между долгом и страстью.
В книге персонажи описываются как химические вещества, которые в делах любви и других отношениях уподоблены парам алхимических видов. Фабула романа иллюстрирует мнение Гёте о том, что жизнь человека (страсти, брак, конфликт и свободная воля) не может быть урегулирована жёсткими законами по аналогии с химическими веществами. «Теория, мой друг, суха, но зеленеет жизни древо», — так высказал Гёте свою заветную мысль в драме «Фауст».
Центральной химической реакцией в повести является двойная реакция замещения (двойное избирательное сродство) между супружеской парой Эдуардом и Шарлоттой (АБ) в конце первого года брака и их двумя хорошими друзьями — капитаном и Оттилией (ВГ), соответственно. Первые браки Эдуарда и Шарлотты описаны как браки по расчету. Когда они были моложе, Эдуарда женили на богатой пожилой женщине из-за ненасытной жадности отца. Шарлотта, аналогично, вышла замуж вследствие нужды — за богатого мужчину, которого она не любила.

## Интерпретации
В литературоведении не утихают споры о том, можно ли считать использование теории избирательного сродства в художественных целях своеобразной метафорой. Одни специалисты по Гёте утверждают, что химические законы олицетворяют силу судьбы. Другие считают, что Гёте стремится подчеркнуть свободный выбор как основную движущую силу человеческих отношений. Третьи полагают, что химическая теория для Гёте лишь повествовательный приём, позволяющий предвосхищать развитие сюжета, и предлагают не зацикливаться на этом аспекте романной формы.

## Влияние
Роман «Избирательное сродство» популяризовал выражение «красная нить» (выражение, употребляемое в переносном значении, в основе которого лежит сравнение выдержки из текста с ярко заметной красной нитью в полотне).
В 1933 г. сюрреалист Рене Магритт, заметив сходство между клеткой для птиц и птичьим яйцом (и то и другое заключает в себе пернатого), создал полотно под названием «Избирательное сродство».
Макс Вебер обратился к метафоре избирательного сродства для описания факторов, которые привели к формированию в Европе экономики капитализма.
Роман «Избирательное сродство» значим для развёртывания сюжета романа «Жестяной барабан» и фильма «Жюль и Джим», при работе над которым Трюффо вдохновлялся книгой Гёте.
В фильме «Мой американский дядюшка» Ален Рене, продолжая традиции Гёте, попытался объяснить загадки человеческих взаимоотношений законами современной биохимии.

## Экранизации
- Избирательное сродство (фильм, 1974) — производство ГДР, в главной роли Беата Тышкевич
- Избирательное сродство (фильм, 1996) — итальянский фильм братьев Тавиани, в главной роли Изабель Юппер.
- Однажды в августе — вольная экранизация С. Шиппера (2009), где действие перенесено в современную Германию.